# (4366) Веникаган
(4366) Веникаган (лат. Venikagan) — типичный астероид главного пояса, открыт 24 декабря 1979 года советским астрономом Людмилой Журавлёвой в Крымской астрофизической обсерватории и 19 октября 1994 года назван в честь российского и советского математика Вениамина Кагана.

## Обнаружение и именование
(4366) Веникаган
Открыт 24 декабря 1979 года в Научном Л. В. Журавлёвой.
Назван в память о выдающемся советском математике Вениамине Фёдоровиче Кагане (1869—1953).
Оригинальный текст (англ.)4366 Venikagan
Discovered 1979-12-24 by Zhuravleva, L. V. at Nauchnyj.
Named in memory of the outstanding Soviet mathematician Veniamin Fyodorovich Kagan (1869—1953).
Источники: DISCOVERY.DB; M.P.C. 24122.

## Орбита

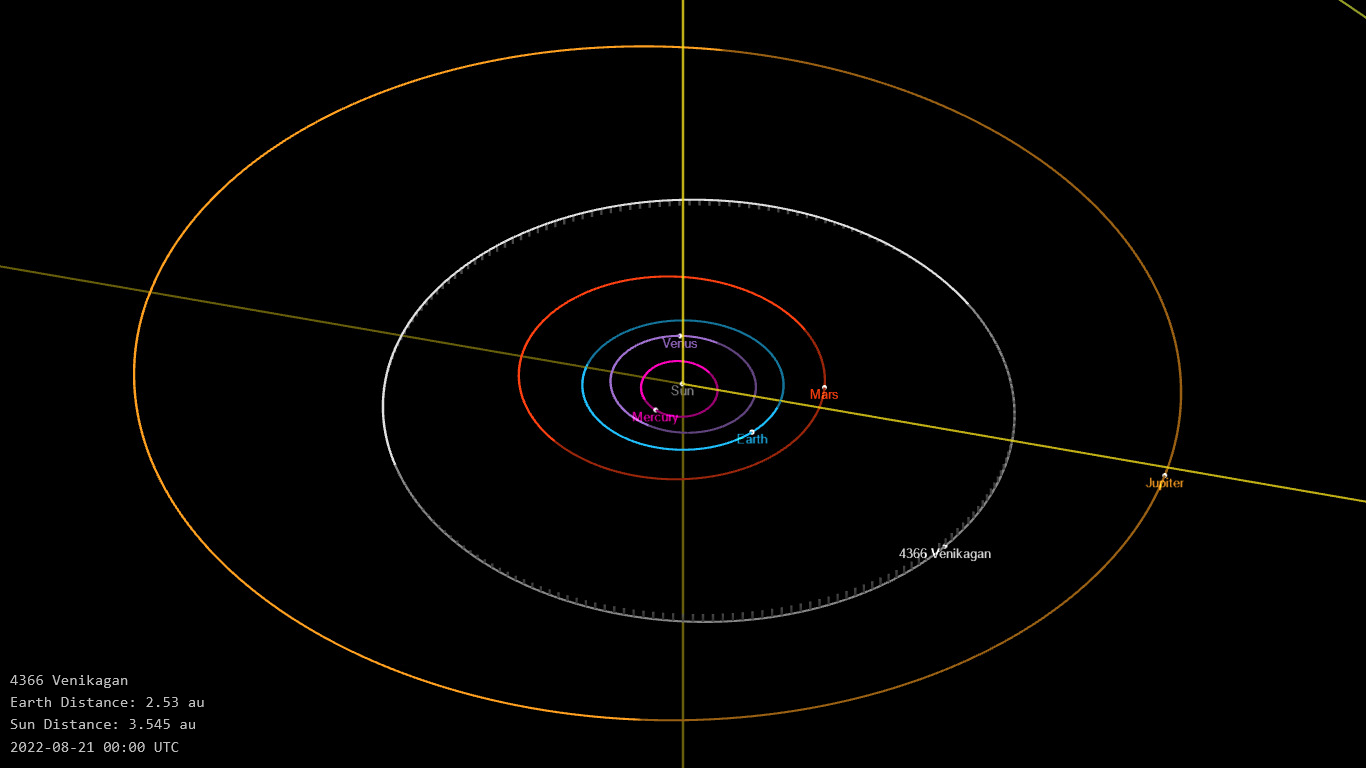
Орбита астероида Веникаган и его положение в Солнечной системе

## Физические характеристики
Из наблюдений корейской сети телескопов Korea Microlensing Telescope Network (KMTNet) следует, что астероид относится к таксономическому классу C.
По результатам наблюдений в инфракрасном диапазоне орбитальной обсерватории IRAS и спутника Akari и наблюдений в видимом и ближнем инфракрасном диапазоне космического телескопа NEOWISE диаметр астероида сначала оценивался равным 30,61±2,8 км, позже — 16,350±0,374 км, 20,90±0,98 км и 19,09±4,33 км. Согласно тем же источникам альбедо оценивается как 0,0273±0,006, 0,0955±0,0088, 0,069±0,008, 0,06±0,03 и 0,096±0,009.